# 紫苑みやび
紫苑 みやび（しおん みやび、6月20日 - ）は、日本の女性声優、声優養成所講師、元グラフィックデザイナー。主にアダルトゲームに声をあてている。

## 経歴・人物
中学生くらいから声優に興味を持っていたが、関西女子美術短期大学イラストレーション科（現宝塚大学）へ進学。在学中に声優についていろいろ調べたが、難しい職業とわかり、文具メーカーのデザイン課に入社しデザイナーとなる。
雑誌で水木一郎ボーカルスクールの生徒募集記事を見て、水木宛てに手紙を書いたところ見学の誘いを受け、入校オーディションを受けて合格した。スクールに通って歌うことが楽しくなったが、オーディションを受けるもなかなか仕事にならず、「声優になったら歌が歌えるんじゃ？」と考え、声優の養成所に通い始める。同じ教室にいた岩泉まいを通じてダイナマイト亜美と知り合い、新しく設立されるアトリエピーチを教えてもらい、入所オーディションを受けて合格、1998年に声優デビューを果たした。
2002年に文具メーカーを退職し、声優を本業とする。2008年から声優養成所の講師を始める。2009年4月10日付で事務所を退所しフリーとなる。同人サークル「紅雅社」で同人活動も行っている。
芸名の「紫苑」は自身が好きな宝塚女優の紫苑ゆうから、「みやび」は『GTO』の登場人物・相沢雅から取っている。「みやび」をひらがなにしたのは、好きな漫画家の高河ゆんが“キャラクター名を付ける時に濁点と「ん」をつける”と聞いていたことから。
地声は低い方で、母親・学園の理事長など熟女系の役を演じることが多い。

## 出演
太字はメインキャラクター。

### アダルトゲーム

#### 1998年
- P.S.@【ぴ〜えす】（遥）

#### 1999年
- 淫慾〜ようこそ淫虐の花園へ〜（武宮沙耶華）
- エスケープ〜秋空のルーフガーデン〜（梅那麗子）
- M.E.M. 〜汚された純潔〜（北条由利）
- Girl Doll ToyII〜使者〜（ケイコ、メロディ、ヴァルキリー）
- 月光（ヒロインの母親）
- 幻影調教倶楽部2（配役不明）
- タイムサーフ（エヴァ）
- 堕楽（先生）
- 天使に恥辱の洗礼を…（配役不明）
- ハンドメイド（マリナ）
- ふたり（ゴールド）
- P.S.2〜真実の扉〜（綾）
- ら〜じ・PonPon（鷲野るり香）
- Labrum〜優しい傷〜（鷲宮智子）
- WARNING!（亜紀）

#### 2000年
- おまかせ同好会（須藤絵里子）
- 学園Z 〜淫蕩女教師の陰謀〜（結城マリア）
- 化石の歌（カルム）
- Castle Fantasia 〜エレンシア戦記〜（チャイ＝カ）
- 懲らしめ 〜狂育的指導〜（理恵子）
- Cherry Works 〜僕が妹を抱いた理由〜（静流）
- トレス・マリアス 〜3人の聖処女〜（真琴）
- 仲良くシましょ（望）
- 夏色のエプロン（真藤ひとみ）
- ファントム・ナイト 〜夢幻の迷宮II〜（ルミナ・サーダイン）
- フレグランス（扶桑、平野深雪）
- HEXA〜肉欲の二十日間〜（森下彩香）
- メタモルフォーゼ（ニナ・グリーン）
- Men at Work!2 〜ハンターアカデミーへようこそ〜（日向葵）
- Once More Again（大槻純子）

#### 2001年
- 青い鳥〜L’Oiseau Bleu〜（桐島氷雨）
- オーバーフロー ぷれじゃ〜ぼっくす（鷲野るり香）
- 学園 〜恥辱の図式〜（理子）
- 教育実習2 〜女子校生マニアックス〜（藤井理沙）
- 桜のしずく（奈々原桜子）
- 姉妹教師 〜恥辱の時間割〜（渡瀬麗子）
- Snowラディッシュバケーション!!（伊能萌葱）
- ソニック・プリンセス（ベレッタ＝ロックハート）
- VIPER -M5-（涼子、ばっちゃん、シロ）
- ブルゲ的脱衣将棋（相澤幸子、小池春奈）
- 蜜柑（杏）
- 真昼に踊る犯罪者（氷野麻紀、未緒、霧姫の秘書、不幸娘）
- レクイエムハーツ 〜監禁〜（神月瀬里香）
- One Way Love〜ミントちゃん物語（アクア）

#### 2002年
- 女郎蜘蛛〜真伝〜（北畠未砂緒）
- アルフレッド学園魔物大隊（セイ）
- 妹汁（小日向幸恵）
- 戦女神2 〜失われし記憶への鎮魂歌〜（マウア・フィズ＝メルキアーナ、イオ、マウリア）
- 淫魔制服狩り（女淫魔）
- エーベンブルグの風（ソフィー＝デルモット）
- 黒と黒と黒の祭壇（イブリース）
- コミックカフェ（水咲あゆみ）
- 性裁 〜白濁の禊〜（綾瀬裕子、須藤奈美）
- 特別授業2（霧島皐月）
- はじらひ（美和秦子）
- VIPER -M3- 3.2（杉本ユキ）
- ボンデージ・ゲーム 〜深窓の隷嬢達〜（日比野弥生）

#### 2003年
- 雨 TheRain（詠）
- うさみみデリバリーズ!!（針金響子）
- ECLIPSE -絶対隷奴計画・喪失少女-（ティサリス・アリアス）
- カラフルキッス 〜12コの胸キュン!〜（御崎由香里）
- キャッスルファンタジア〜エレンシア戦記〜リニューアル（チャイ＝カ）
- 幻燐の姫将軍2 〜導かれし魂の系譜〜（シェラ・エルサリス、レアイナ・キース）
- こなたよりかなたまで（鹿島いずみ）
- 懲らしめ2 狂育的デパガ指導（若月麻耶、真田梨絵）
- Summerラディッシュバケーション!!（伊能神楽）
- シスターコントラスト!（布璃部由良）
- 女医○っくす（宇津井沙霧）
- SEXFRIEND 〜セックスフレンド〜（赤坂真紀、小平茂美、おばば）
- パーフェクトホール（汐見まどか）
- Present for you 〜わたしをあ・げ・る〜（真田潤子、華道部長）
- ふしぎ電車（チヒロ、ジュン）
- ブラウン通り三番目（セラ・エンジェルスカイ）
- 満淫電車（桜葉真澄）
- 夢幻の迷宮3 TYPE S（カノーブス・ロゼ・アールヴ）
- メルティ・メルヘン（人魚姫、シンデレラ、白雪姫、朗読、アリスのお茶会）
- 病憑き 〜猟奇感染ウィルス〜（高津奈美）
- 雪桜（桧山こずえ）
- LOVERS 〜恋に落ちたら…〜（岡こずえ、マドモワゼル薫子）
- レベルジャスティス（冥界真帝ヘルオー、店長）

#### 2004年
- Summerラディッシュバケーション!!1.1（伊能神楽）
- Summerラディッシュバケーション!!2（伊能神楽）
- 学園投肛写真〜変態性癖の目覚め…〜（里中節子）
- 家族計画 そしてまた家族計画を（沢村明莉）
- 空帝戦騎〜黄昏に沈む楔〜（ルヒエル、セイレン）
- 黒愛 〜一夜妻館・淫口乱乳録〜（水野かをり）
- GOL 〜奪還〜 FILE.1 凌辱!美麗秘書を救出せよ!（レイチェル・ザイロフ）
- Six Pieces 〜多重調教〜（トパーズ、セルシナ）
- Sweet and Sweet（榊礼）
- 巣作りドラゴン（冒険者A、OL）
- せいぎのみかた〜ただいま着替え中!〜（高坂さつき）
- 聖肛女（ヴァネッサ）
- 恥辱診察室 DVD EDITION（木下愛恵）
- 恥辱の学園〜投稿される女教師〜（木下由布子）
- DUEL SAVIOR（ナナシ、ルビナス・フローリアス、ロベリア・リード）
- ナース肉体改造カルテ〜変態媚肉奴隷開発病棟〜（二之宮君枝）
- Noel
- ハーレムDAYS（楠木千秋）
- 美畜!（安藤香奈）
- 姫騎士リリア 〜魔触の王城に堕つ〜（レイラ・エーベルヴァイン）[8]
- ぴゅあぴゅあ（結城美和）
- Heavenly Guilt -神のいない街-（橘菊花）
- 放課後 〜濡れた制服〜（早坂弥生）
- まじれす!!〜お待たせリトルウィング〜（マリー・シュナイダー）
- MILK・ジャンキー2（房野文恵）
- 夢幻の迷宮 TRILOGY
- 妖魔受胎 〜淫獄の退魔士〜（山木刹那）
- REQUIEM（神月瀬理香）

#### 2005年
- As you like 〜星降る夜にロマンスを〜（神山家のメイド）
- DUEL SAVIOR JUSTICE（ナナシ、ルビナス・フローリアス、ロベリア・リード）
- 姉☆孕みっくす2（織田はるか）
- 淫乱人妻アパート（桜ノ宮良江）
- エレベーターパニック 〜密室の淫行〜（八王子ありさ）
- オレ巫女（天野桜子）
- 女教師 DVD EDITION（長沢麻美）
- 学園処女狩り（酒井百合子）
- 学園2 〜淫虐の図式〜（横山今日子）
- 脅迫2 〜傷に咲く花 鮮血の紅〜（明姫クリス）
- キャッスルファンタジア〜エレンシア戦記〜 プラスストーリーズ（チャイ＝カ）
- クローズアップ!（城嶋由貴）
- School Rendezvous（矢雲）
- 全て奪ってやる!（一条教子、女子）
- SOUL FOUNDATION+（マ●ュー）
- ソニックダイブ（ベレッタ）
- ダンシング・クレイジーズ（麻紀、女犯罪者、女支援者、近所の奥さん）
- 特務捜査官レイ&風子〜受精街の家畜調教〜（桐沢レイ）
- 奴隷メイドプリンセス（キーラ）
- 南国ドミニオン（前田ちひろ）
- バージニア〜真実の未来〜（ティエル）
- 縛・淫女の館（友部繭美）
- ぼくの人妻お姉さん〜Mな人妻×Sな未亡人〜（柏原友香）
- 夢幻の迷宮 P・E
- ままママッ!?（日下部律子）
- 牝畜 〜淫辱の収容所〜（西ノ宮悦子）
- 優姉といっしょ（高原優乃）
- LOVE☆でゅーす!〜姉×お嬢様の誘惑テニス合宿〜（泉堂真奈美）
- ONE☆BOKU Faraway so close 〜お姉ちゃんとボク〜（小峯志津江）
- DUEL SAVIOR JUSTICE（ルビナス・フローリアス、ロベリア、ナナシ）
- 姫騎士リリア 〜魔触の王城に堕つ〜 完全版（レイラ・エーベルヴァイン）[9]
- ソニックプリンセス P・E（ベレッタ＝ロックハート）
- demiparadoxia ∽ hookerstic 南下編（ソフィア）
- ソニックダイヴ（ベレッタ）

#### 2006年
- Acmeholic（蜜木華流女）
- あまからツインズ 〜双姉といっしょ〜（高野優乃）
- 淫皇覇伝アマツ -白濁の呪印-（オウラン）
- 淫辱人妻女教師（千歳詩織）
- angel breath（ロベリア、ルビナス、つばき）
- 堕とせ!人妻女神さま（秋月悠子）
- おねすく! 〜おねえさんすくらんぶる〜（氷室怜子）
- グリンスヴァールの森の中 〜成長する学園〜（ラキ、アリス）
- この青空に約束を―（桐島沙衣里）
- 親戚の小母さん 〜離れの熟女、本家の後妻〜（朝霧鞠子）
- 洗濯屋しんちゃん（浅井さやか）
- 操心術2（泉水雪絵）
- 妻しぼり（伊澤律子）
- demiparadoxia ∽ hookerstic 北上編（ソフィア）
- 天使憑きの少女（秋山美帆、堕天使ガブリエル、松永明菜）
- 隣の叔母さん〜管理人の人妻、階下の女子大生〜（浦野光）
- Piaキャロットへようこそ!!G.O. 〜グランド・オープン〜（山名トキ子）
- フォセット - Cafe au Le Ciel Bleu -（桐島沙衣里）
- ふたご姉 〜姉×2とオレとのエッチな関係〜（今井香奈恵）
- 放課後☆レッスン -やみつき!二人のエッチな課外授業-（安芸津碧）
- 魔法が世界を救います!（マリア・マンシュタイン）
- 峰深き瀬にたゆたう唄（グリーシャ）
- 牝姫の虜 〜廃校舎の制服少女〜（雛姫）
- マル秘人事部凌辱課（麻宮絹子）
- 代々木人妻専門学院 〜乳妻たちのアンニュイ〜（代々木鴨）
- REBIRTH OF WIND（平田聖那）
- レイプ!レイプ!レイプ!（雛月咲蘭）
- School Rendezvous 2学期（矢雲）

#### 2007年
- 牝教師2〜淫従の螺旋〜（高峰美月）
- あねあね 〜許して!お姉ちゃんたち、ボクのおち○ち○ダメになっちゃう!〜（清水円）
- 人妻ハーレム 〜ここは人妻楽園荘〜（溝内恭子）
- 空蝉に触れるもの（ベアトリス）
- 先生を調教しよう!（桜井綾子）
- 胎辱の檻（前園瑞紀）
- で・る・た! 〜おねだり天使とひとつ屋根のした〜（桜咲志弦）
- 夜姦診療 〜ナース調教カルテ〜（桜井優日）
- 隣り妻2 〜淫惑の閨房〜（御堂梓）
- 僕と極姉と海のYear!!（菜波響香）
- Babydoll（ひかり、圭）
- いさましいちびの許嫁（桜庭響子）
- アンバランス 〜彼女の心は奪えない?〜（向風焔）
- Xross Scramble〜TEAM BALDRHEAD Perfect Collection〜（ナナシ）
- 十二人の女教師 RE-INNOVATION 散（中山真理）
- 十二人の女教師 RE-INNOVATION 陰（中山真理）
- ぴあきゃろG.O. TOYBOX2 〜スプリングフェア〜（山名トキ子）
- 蹂躙〜じゅうりん〜（古手川恵子）
- よりどり!? 鷹崎学園 デラックスパック（安芸津碧）
- 学園 〜恥辱の図式〜 DVD-ROM版（理子）

#### 2008年
- まままままま（八都宮秋）
- 処女狩〜オトメガリ〜（千木良瑠璃子）
- 淫辱の性姫 〜快姦ニ堕チタ姫〜（ディアナ＝ヴィルデ＝ソシアート）
- WIZARD GIRL AMBITIOUS（クイーン・ユリアンヌ・ルシフォン、モッシニ夫人）
- Venus Blood -Chimera-（ダーナ）
- こっすこす! 〜あなた好みのコスプレHしてあげるゥ〜（ダイアン）
- Pia♥キャロットへようこそ!!G.O.SPECIAL EDITION（山名トキ子）
- 妻の母さゆり（朝比奈静江）
- オトメクライシス（桐島沙衣里、ナナシ、ルビナス、ロベリア）
- 真・恋姫†無双 〜乙女繚乱☆三国志演義〜（黄蓋）
- 輪姦倶楽部（桂木愛子）
- 返済性奴（森下弥生）
- 汁だく接待 〜おかわり二杯目〜（日下部聖、八王子ありさ）
- 息子の友達に犯されて（巳塚操）
- 電波の奴隷（城戸崎涼子）
- 凌襲 〜禁忌の牝肉実験調書〜（フレイア）
- LILITH-IZM03 〜IFストーリー編〜（桂木愛子）[10]
- 凛辱の城 傀儡の王（エレーゼ・フォン・ローゼンバーグ）
- 人妻喰い〜万引きGメン恥辱日誌〜（新垣千代子）
- 乳忍者レボリューション〜彼女たちを調教せよ〜（陳玉姫）
- 皇涼子のBitchな1日
- 人妻交姦日記（岡野幸恵）
- 操心術2plus（泉水雪絵）
- 純聖天使プリミティ☆ノエル 〜恥辱に堕ちた少女〜
- KISS×500 KISS権、発動（儚）
- ただ甘狂姉（柳楽涼子）
- 全て奪ってやる! アニメーション追加版（一条敦子）
- 廃部計画 第三章（榎本りょう）

#### 2009年
- かぎろひ〜勺景〜（根頭菫）
- 息子の嫁は親父の女〜女医とナースに仕込む胤〜（小野アンナ）
- りんかねーしょん☆新撰組っ!（クロエ）[11]
- ジェネクレイサー サキ（ヴァーネットクロウ）
- 灰色の空に堕ちた翼（スイ）
- らぶでれーしょん!（信条葵）
- 必殺シコキ屋家業（中村桃子）
- 黄昏に煌く銀の繰眼（神宮寺季江）
- 廃部計画（榎本りょう）
- 嘘デレ!（相模清華）
- コスモスの秘密（美都子）
- しこたまスレイブ -あるじで姉妹な天使と悪魔-（天ヶ崎きみこ）
- Alter Ego（工藤夕深）
- 茉莉子さん家の性事情〜伯母さんは僕のモノ〜（韮沢茉莉子）
- 温泉姦交 湯けむり痴情（須磨恵子）
- SOUL FOUNDATIONII（TALIA GLADYS）
- 必殺シコキ屋稼業（中村桃子）

#### 2010年
- 戦女神VERITA（シェラ・エルサリス、メキ、館の女魔術師）
- 霧谷伯爵家の六姉妹（叶内良子、リュドミラ＝ミハイロヴナ＝グラゾフスカヤ）
- 晒しageネットワーク〜性癖公開痴帯〜（朝霧涼香）
- 癒しん母 The Motion〜世界で一番好きなひと〜（朝霧鞠子）
- JINKI EXTEND Re:VISION（瑠璃垣なずな）[12]
- 贄姫 -戦国姦落絵巻-（望月）
- 妊娠研究所〜副作用は淫乱化（丸岡友美）
- 馴染みのオバちゃん〜バツイチ熟女と淫乱未亡人〜（御手洗和代）
- 痴女〜あんたも共犯よ〜（住之江寿美）
- 絶望師（愛沢みやび）
- 純聖天使プリミティ☆ノエル〜闇に魅入られたツインエンジェル〜（プリミティ・カノン）
- 真・恋姫†無双 〜萌将伝〜（黄蓋）
- リザイン（橘静香）
- 未亡人沙苗「私が初めてでいいの……?」（尾形忍）
- ななプリ。
- 純聖天使・調教教育〜魔悦に染め上げられる生贄の少女たち〜（プリミティ・カノン）
- 白液姫〜Princess Of White Liquid〜（女王）
- VenusBlood -EMPIRE-（イルダーナ）
- 淫祭の島〜血と白濁の贄〜（小早川奈緒）
- Hello,good-bye

#### 2011年
- LILITH-IZM06 〜デジアニメwithリリー&リリア外伝〜（レイラ・エーベルヴァイン）[13]
- 種憑け村 〜白濁神、念仏講ノ儀〜（お告げ様）
- SISTERS 〜夏の最後の日〜（河合美奈代、スレアラシルCMの少年・少女、暗算が得意な老女店員、安●優子さん風アナウンサー）[14]
- ムコ取り十番勝負!（桐生院椿）
- 神採りアルケミーマイスター（ロサナ・レビエラ）
- 臨月若奥様〜高慢夫人の快楽診療〜（山口沙絵）[15]
- 虐襲4（イヴェル・レイラ・ガリュス）[16]
- 淫獣艦獄（レイル＝シュワルツ）[17]
- 純聖天使プリミティ☆シエル〜セカイと共に堕ちる少女たち〜（神奈茉莉/プリミティ・カノン）[18]
- 姦染5 〜The Daybreak〜（前田美沙緒）[19]

#### 2012年
- 性狂育〜モンスターペアレントの理不尽な要求〜（磯崎美南）[20]
- DEMONION 魔王の地下要塞（オリビア＝エルロイ）[21]
- 病院ソドム（蓮田紀子）[22]
- くの一菖蒲〜艶熟精堕淫舞〜（菖蒲）[23]

#### 2013年
- エロキャス★裏番組〜女子アナ淫語ニュース放送局〜（平野真由子）
- 超コンカツ!5人の嫁〜アレから三十路まで〜（時任冴子）
- 魔導巧殻 〜闇の月女神は導国で詠う〜（ルイーネ・サーキュリー）[24]
- 必殺!勃起人!!〜至極の快楽痴漢〜（夏越京）
- 管理人さんは未亡人（倉間美月）
- やりもくナンパビーチ〜見たくなかった母の姿〜（大槻玲於奈）

#### 2014年
- 虐襲5（イディリア・パトス）
- 牝教師2〜淫従の螺旋〜 インモラルエディション（高峰 美月）
- 心壊少女〜僕は彼女がXXXされるのを目撃した〜（蓮城みのり）
- DEMONION II 魔王と三人の女王（モルテ）
- 人妻教師〜性欲の教室3〜（沢口慶子）
- 東京陰陽師〜天現寺橋 怜の場合〜（けらけら女）
- プリンセスマテリアル（システィーナ・アルグエス）

#### 2015年
- 褐色爆乳×ぽっちゃり熟女荘（大森ななこ）
- 虐襲5 ANIME EDITION & EXTRA SCENARIO PACK（イディリア）
- 犯し屋さんに狙われた（姫園紫乃、藤代セリ）
- ゲーテッド・コミュニティ（聖満利子）
- 真・恋姫†英雄譚3 〜乙女艶乱☆三国志演義［呉］〜（黄蓋[25]）
- ウルスラグナ -征戦のデュエリスト-（レア）

#### 2016年
- 恋姫†夢想〜英雄烈伝〜（黄蓋）
- 褐色爆乳×ぽっちゃり熟女荘 ～お隣さんと大家さんがエロすぎて～（大森 ななこ）
- 褐色爆乳×ぽっちゃり熟女荘2 ～クソビッチ! 牝豚2匹は俺のチ〇ポ奴隷!!～（大森 ななこ）
- 空戦乙女-スカイヴァルキリーズ-（マーシャ 他）
- こっすこす! あなた好みのコスプレHしてあげる HDリマスター（ダイアン）

#### 2017年
- 真・恋姫†夢想-革命- 蒼天の覇王（黄蓋）
- 百奇繚乱の館（鶴 さつき）
- 健全!変態生活のススメ（前園 千華）
- 湯けむり人妻慕情旅 〜ゆきずりの関係を結ぶ女たち〜（北咲 佑香）

#### 2018年
- 真・恋姫†夢想-革命- 孫呉の血脈（黄蓋）
- REQUIEM HDリマスター（神月 瀬理香）
- 学園2 ～淫虐の図式～ インモラルエディション（横山 今日子）

#### 2019年
- 真・恋姫†夢想-革命- 劉旗の大望（黄蓋[26]）
- THE SHEMALE 〜伝説的ドスケベシーメール娼婦と僕の淫肉棒コミュニケーション（ジフ）
- カオスドミナス（パメラ・サームズ）
- 健全!変態公僕のツトメ（前園 千華）

#### 2021年
- 姦染BB -FHDバイノーラルEDITION-（本間 奈緒子[27]）

#### 2022年
- 真・恋姫†英雄譚4 〜乙女耀乱☆三国志演義［呉］〜（陸遜[28]）

#### 2023年
- 真・恋姫†英雄譚5 〜乙女耀乱☆三国志演義［魏］〜（黄蓋）

### アダルトアニメ
- かぎろひ〜勺景〜（根頭菫）
- レイプ!レイプ!レイプ!シリーズ（伊川佑里、雛月咲蘭）
- ネトラレ 田辺優香の独白（田辺優香）
- 妻の母さゆり 前編（朝日奈静江）
- REQUIEM（2005年、神月瀬理香）
- 霧谷伯爵家の六姉妹（2011年 - 2012年、リュドミラ[29][30]）
- りんかん倶楽部（2011年 - 2014年、桂木愛子）
- 姦染 Ball Buster The Animation（2013年、近藤美樹[31]）

### 一般向ゲーム
2005年
- DUEL SAVIOR DESTINY（ナナシ）

2009年
- この青空に約束を― てのひらのらくえん（桐島沙衣里）

2012年
- シュクレ PORTABLE（茨木絹代）
- 天使憑きの少女（秋山美帆、堕天使ガブリエル、松永明菜）

### Webラジオ
- まおとみやびの絶対リリス

### ドラマCD
- パーフェクトホール外伝 ヌキヌキボイスディスク〜新任女教師・男子校潜入捜査編〜（汐見マドカ、2004年）
- この青空に約束を― メモリアルストーリーズ（桐島沙衣里、2007年）
- ていおん!（寿繋、2011年）
- お母さんCD〜7人の異なるお母さんボイス集〜
- DQ★エピソードEX

### ボイスドラマ
- お嬢様口淫伝説2 新たなる口淫（2014年）
- OL精液飲み場 エピソード7（2014年）
- 魔女が棲む霧の学園〜あのコの胸はBカップ〜（久遠摩耶、2014年）

### ラジオCD
- アキハバラ発!ぷらてぃあ放送局 vol.6（第49・50回ゲスト、2008年9月26日）
- マリ・春乃・ありすの絶対リリス2 DJ CD（2009年）

## ディスコグラフィ

### キャラクターソング
| 発売日  | 商品名                                       | 歌                                                                                 | 楽曲                   | 備考                                                 |
| 2003年  | 2003年                                       | 2003年                                                                             | 2003年                 | 2003年                                               |
| ------- | -------------------------------------------- | ---------------------------------------------------------------------------------- | ---------------------- | ---------------------------------------------------- |
| 8月20日 | SEXFRIEND/CODEPINK                           | 赤坂真紀（紫苑みやび）                                                             | 「まっくらみちのうた」 | PCゲーム『SEXFRIEND 〜セックスフレンド〜』挿入歌     |
| ？      | ？                                           | 紫苑みやび                                                                         | 「Mind Blue」          | PCゲーム『病憑き〜猟奇感染ウィルス〜』イメージソング |
| 2006年  |                                              |                                                                                    |                        |                                                      |
| 3月31日 | この青空に約束を― オリジナルサウンドトラック | つぐみ寮寮生会合唱団（石川乃奈、河合春華、草柳順子、北都南、篠崎双葉、紫苑みやび） | 「さよならのかわりに」 | PCゲーム『この青空に約束を―』エンディングテーマ      |